# 索爾查瓦市鎮
索爾查瓦市鎮（斯洛維尼亞語： 發音：[sɔlˈtʃaːʋa]），是斯洛維尼亞北部下施蒂利亞傳統地區的一個市镇，行政中心为索爾查瓦。市镇面积为102.8平方公里，2016年人口数量为521人。該市镇於1998年成立。

## 聚居地
除行政中心索爾查瓦之外，該市镇還包括如下聚居地：
- Logarska Dolina
- Podolševa
- Robanov Kot

## 外部連結
- 官方网站  （斯洛文尼亚文）
- Municipality of Solčava on Geopedia （页面存档备份，存于）